# Joseph Georg Beer
Pour les articles homonymes, voir Beer.
Joseph Georg Beer, parfois fautivement Johann Georg Beer, est un botaniste autrichien, né à Vienne le 3 juillet 1803 et mort dans la même ville le 13 mars 1873. Son abréviation botanique standard est Beer. C'est un spécialiste des orchidées et des Bromeliaceae.

## Œuvre
- Praktische Studien an der Familie der Orchideen, 1854
- Beiträge zur Morphologie und Biologie der Familie der Orchideen, Vienne, 1863, Biodiversity Library
- Die Familie der Bromeliaceen. Nach ihrem habituellen Charakter bearbeitet mit besonderer Berücksichtigung der Ananassa, Vienne, 1857
- Grundzüge der Obstbaumkunde, 1872